# Supercopa do Brasil 1991
In 1991 werd de tweede Supercopa do Brasil gespeeld tussen landskampioen en de bekerwinnaar. De competitie werd georganiseerd door de CBF. De wedstrijd werd gespeeld op 27 januari en werd gewonnen door Corinthians. Hierna zou de competitie pas in 2020 opnieuw gespeeld worden.

## Deelnemers
| Club        | Gekwalificeerd als           | Deelnames |
| ----------- | ---------------------------- | --------- |
| Corinthians | Kampioen Série A 1990        | 1ste      |
| Flamengo    | Kampioen Copa do Brasil 1990 | 1ste      |

## Wedstrijd
|                 |             |       |          |                                                                                |
| 27 januari 1991 | Corinthians | 1 – 0 | Flamengo | Estádio do Morumbi, São Paulo Toeschouwers: 2.706 Scheidsrechter: José Mocelin |
| 27 januari 1991 | Neto 70'    |       |          | Estádio do Morumbi, São Paulo Toeschouwers: 2.706 Scheidsrechter: José Mocelin |

## Kampioen
| Supercopa do Brasil de 1991     |
| Rio de Janeiro                  |
| ------------------------------- |
| CORINTHIANs Kampioen (1° titel) |

1990 · 1991 · 1992-2019 · 2020 · 2021 · 2022 · 2023 · 2024